# غو يون أه
غو يون أه (هانغل: 고은아) هي ممثلة كورية جنوبية. ولدت في 28 أكتوبر 1988 في جانغسونغ غون، كوريا الجنوبية. وهي معروفة باسم كيوم شيل في المسلسل التلفزيوني جولدن آبل. شقيقها مير هو عضو في الفرقة إمبلاك.

## روابط خارجية
- غو يون أه على موقع IMDb (الإنجليزية)
- غو يون أه على موقع كينوبويسك (الروسية)